# Wolf Blitzer
Wolf Isaac Blitzer (nascut el 22 de març de 1948), és un periodista i presentador de televisió estatunidenc d'origen jueu alemany, que ha estat reporter de la CNN des de 1990. Blitzer condueix actualment el programa The Situation Room i anteriorment dirigia el show televisiu de diumenge Late Edition fins que es deixà d'emetre l'11 de gener de 2009.